# Mladen Pavlović
Mladen Pavlović (26 de enero de 1989) es un baloncestista croata de nacionalidad serbia que juega en la posición de escolta en las filas del Club Baloncesto Peñas Huesca.

## Carrera deportiva
Es un escolta con amplia experiencia en la liga serbia donde alternaría equipos serbios de primera y segunda categoría con otros de países como Noruega o Chipre. Comenzó su andadura baloncestística en el Stari de Belgrado, en ligas menores sénior de Serbia, donde estuvo desde 2008 hasta 2011, tras salir de la cantera del Cerak de Belgrado donde estuvo en su etapa júnior.
Sus buenas actuaciones hicieron que pronto llamara la atención, razón por la cual para la temporada 2011/2012 optó por su primer cambio de país, llegando a la primera división Noruega, enrolándose en el Gimle BBK Bergen, donde tuvo un papel protagonista, jugando 14 partidos como titular creciendo mucho como jugador llegando a jugar el All Star de Noruega, donde se enfrentó a la selección del país. A pesar de su buena actuación, la siguiente temporada volvió a cambiar de país, para jugar en el RLC BC de Malasia, donde destapó su gran juego ofensivo, lo que despertó el interés nuevamente en Serbia, siendo llamado en la campaña 2013/2014 por el KK Beouvuk 72 de Belgrado, de segunda división, donde se destapó como uno de los líderes ofensivos del equipo, algo que no le sirvió para cambiar de aires al siguiente curso, viajando hasta Chipre para jugar en el Koopspor, sobresaliendo en la faceta anotadora y reboteadora, que le sirvieron para ser partícipe del All Star del país, enfrentándose ante la selección de Chipre.
Por fin, en la temporada 2015/2016, volvió a Serbia, al KK Velika Plana de segunda división, donde 10 partidos le bastaron para ser reclamado en diciembre por uno de los equipos fuertes de la categoría, el Dynamic BG de Belgrado, donde siguió como titular aunque con menor poder ofensivo, aunque suficiente para proclamarse campeón y conseguir el ascenso a la primera división Serbia. Ya en la 2016/2017 le llegó su premio de jugar en la primera división Serbia, en el KK Vrsac Swisslion, donde el mayor nivel le hizo ser un jugador de rotación, jugando, ganándose la titularidad en 11 de los 35 partidos disputados, llegando a jugar más de 20 minutos por partido, ocho puntos, tres rebotes y algo más de una asistencia por compromiso.
En verano de 2017, firmó por el Timba Timisoara de la primera división rumana, club en el promedió 13,2 puntos, 5,4 rebotes, 2,6 asistencias y dos robos por partido, con 31 minutos en pista, por lo que sería uno de los jugadores más destacados del equipo.
En diciembre de 2017, se desvincula del equipo rumano y firma con el Club Baloncesto Peñas Huesca de LEB Oro para lo que resta de temporada 2017-18.